# Alexander Wilson
assinatura
Alexander Wilson (Paisley, Escócia, 6 de julho de 1766 — 23 de agosto de 1813) foi um poeta, naturalista, ornitólogo e ilustrador norte-americano de origem escocesa.

## Biografia
Wilson nasceu em Paisley, Escócia, filho de camponeses pobres e piedosos que desejavam que o filho se tornasse pastor. Sua mãe morreu em 1776 e seu pai casou-se novamente. Realizou seus primeiros estudos em Paisley, porém não se mostrou um bom aluno embora fosse um grande leitor.
Em 1779, tornou-se aprendiz de tecelão; após a sua aprendizagem assumiu o trabalho de tecelão e de vendedor ambulante, porém o seu principal centro de interesse nesta época era a poesia. Após ter viajado por três anos pela Escócia, publicou Poems, Homorous, Satirical and Serious em 1790. No ano seguinte, publicou Laurel Disputed, Watty and Meg e uma segunda edição dos seus Poems. As suas poesias, que falavam do tratamento injusto que sofriam os tecelões pelos seus empregadores, valeram-lhe alguns aborrecimentos junto as autoridades: julgado culpado de difamação, foi obrigado a queimar seus livros e pagar uma multa. Com Robert Tannahill (1774-1810), representou "a idade de ouro da canção de Renfrewshire". Wilson era sete anos mais jovem que Robert Burns (1759-1796), grande poeta escocês, e oito anos mais idoso que Tannahill. Parece que nesta época a atividade literária era muito intensa em Paisley.
Em desgraça, deixou a Escócia em maio de 1794 com seu sobrinho para a América do Norte para encontrar uma vida melhor. Aporta em Newcastle em julho de 1794, e de lá para a Filadélfia, onde começa a trabalhar como impressor. Numa carta a seu pai, descreve as aves e os esquilos que encontra pelo caminho até a Filadélfia.
Em 1794-1795, trabalhou como tecelão na Pensilvânia e Virgínia e como mestre de escola em Frankfort (Pensilvânia). De 1795 a 1801, empregou-se como mestre de escola em Milestown, próximo da Filadélfia. Em 1801, parte de Milestown e ocupa um cargo de professor em Bloomfield (New Jersey) e, em 1802, em Gray's Ferry (Pensilvânia).
Na Pensilvânia, passou a residir perto de Kingsessing, onde conheceu o famoso naturalista William Bartram (1739-1823) que o fez descobrir a ornitologia e permitiu-lhe utilizar a sua biblioteca. Também conheceu Alexander Lawson (1773-1846) que o ensinou a desenhar.
Em 1802, Wilson decidiu fazer um livro ilustrado sobre todos os pássaros norte-americanos. A partir desta ideia, viajou muito, observando e pintando as aves, e procurando subscritores para a edição do seu livro. Em outubro de 1804, viajou até às Cataratas do Niágara. Em 1806, escreveu ao presidente Thomas Jefferson (1743-1826) pedindo-lhe, sem sucesso, para participar da expedição de Zebulon Pike (1779-1813). Esta carta foi interceptada pelos colaboradores de Jefferson porque, supostamente, esta expedição deveria ser desconhecida do público.
Em 1807, assumiu o cargo de editor-assistente da New Cyclopedia de Rhee. No mesmo ano, viajou através da Pensilvânia para colher informações sobre as aves. Publicou, em 1808, o primeiro volume da sua obra American Ornithology. Em 1808-1809, viajou para o sul para a realização do segundo volume e procura de subscritores. Nesta época, John James Audubon (1785-1851) recusou-se a fazer parte como associado deste projeto. O terceiro e o quarto volume foram publicados em 1811, e o quinto e o sexto volume em 1812. A última viagem foi para o norte do estado de Maine. Morreu durante a edição do nono volume, de um ataque de disenteria agravado pelas privações sofridas. Este volume foi completado e editado pelo seu amigo George Ord (1781-1866) que publicou o sétimo e o oitavo volume em 1814. Ord escreveu a biografia de Wilson e inseriu-a no último volume. Nestas obras, Wilson descreveu e ilustrou 268 espécies de pássaros, 26 das quais nunca descritas anteriormente.
Wilson é considerado atualmente como um dos maiores ornitólogos norte-americanos, depois de Mark Catesby (1683-1749) e antes de John James Audubon (1785-1851). Do encontro com Wilson, em Louisville, Kentucky em 1810, que Audubon decidiu lançar-se na realização de um livro ilustrado sobre pássaros.
Várias espécies de aves levam o seu nome, incluindo o painho-de-wilson (Oceanites oceanicus), batuíra-bicuda (Charadrius wilsonia), falaropo-de-wilson (Phalaropus tricolor) e o parulini-de-calota-negra (Wilsonia pusilla). Um gênero de Parulinis foi nomeado de Wilsonia em sua homenagem por Charles Lucien Bonaparte (1803-1857).
"The Wilson Journal of Ornithology" foi nomeado em sua homenagem.

## Publicações
- Wilson, Alexander. n.d. The tears of Britain. A poem. OCLC: 166684875.
- Wilson, Alexander. 1808–1814. American Ornithology; or, the Natural History of the Birds of the United States: Illustrated with Plates Engraved and Colored from Original drawings taken from Nature.
- Wilson, Alexander. 1800. Lista de peças escritas pelo Sr. Alexander Wilson, agora na Filadélfia. [Paisley, Escócia]: Impresso por Andrew Young. No cabeçalho do título: repositório Paisley. Nº VIII. Provável década de impressão do NSTC. "O pássaro azul americano [por A. Wilson, em verso]": p. 2-3; "O pássaro de Baltimore [por A. Wilson, parte em verso]": p. 4.
- Wilson, Alexander. 1800. Watty and Meg: ou a esposa recuperada, junto com: Habbie Sampson e sua esposa ou, uma nova maneira de levantar o vento: Donald e seu cachorro: o tecelão West Kintra que virou abstêmio: a perda da matilha: a carroça de John Tamson: Tirando-a de sua boca. Paisley, Escócia: W. Wilson.
- Wilson, Alexander. 1800. Rab and Ringan: um conto contado no Panteão, Edimburgo, pelo autor de Watty e Meg; ao qual se acrescenta Os gatos twa e o queijo, um conto. Glasgow: Brash & Reid.
- Wilson, Alexander. 1801. Oração, sobre o poder e o valor da liberdade nacional, proferida a uma grande assembléia de cidadãos, em Milestown, Pensilvânia, na quarta-feira, 4 de março de 1801. Filadélfia: Impresso por H. Maxwell. Reproduzido em impressões americanas antigas. Segunda série;, nº 1668.
- Wilson, Alexander. 1806–1813. Filadélfia: Sociedade Filosófica Americana. Este material refere-se à biografia de Wilson de Alexander B. Grosart. Existem notas e cópias de cartas e documentos, incluindo uma cópia do testamento de Wilson. Há um poema de Wilson, "The Last Wish", e uma carta de 1806 a William Bartram.
- Wilson, Alexander. 1814. The Foresters: A Poem, Descriptive of a Pedestrian Journey to the Falls of Niagara in the Autumn of 1804. Newtown (PA): S. Siegfried e J. Wilson. Também publicado na revista The Port Folio em 1809/1810.